# Бетті Бронсон
Елізабет Ада Бронсон (англ. Elizabeth Ada Bronson; 17 листопада 1906, Трентон, Нью-Джерсі — 19 жовтня 1971, Пасадена, Каліфорнія), відома під сценічним ім'ям Бетті Бронсон (англ. Betty Bronson) — американська кіно- і телеакторка епохи німого кіно, а також теле- та кіноакторка.

## Життєпис
Народилася 17 листопада 1906 року в Трентоні, штат Нью-Джерсі, в родині Френка і Неллі Сміт Бронсонів.
1933 року одружилася з Людвігом Лоерхассом (англ. Ludwig Lauerhass) і народила сина — Людвіга Лоерхасса-молодшого (англ. Ludwig Lauerhass, Jr.), що спричинило тривалу перерву в її кар'єрі (єдина роль — у фільмі Yodelin' Kid from Pine Ridge 1937 року).
Бетті Бронсон не любила публічно висвітлювати особисте життя, але папараці кілька разів заставали її з актором Дугласом Фербенксом-молодшим, який не приховував, що любить акторку з дитинства. Бронсон до кінця життя зберігала листи, вірші й подарунки Фербенкса й завжди з ніжністю про нього говорила.
Померла 19 жовтня 1971 року після тривалої хвороби, не доживши місяць до 65-річчя. Похована на цвинтарі Форест-Лаун в Глендейлі.

## Кар'єра
Першу епізодичну роль зіграла без зазначення в титрах у віці 16 років у фільмі «Піднесення Анни» (англ. Anna Ascends), а вже в наступному році пройшла співбесіду з письменником Джеймсом Баррі, яким особисто затверджена на головну роль у фільмі «Пітер Пен» (1924). Також на роль претендували Глорія Свенсон та Мері Пікфорд, але Баррі віддав перевагу Бронсон, взявши до уваги її природність і граційність. Під час зйомок «Пітера Пена» Бетті Бронсон познайомилась з акторками Мері Брайан та Естер Ралстон, які залишалися її близькими подругами до кінця життя.
Після виходу «Пітера Пена» їй стали пропонувати головні ролі. Бронсон з легкістю перейшла з німого кіно до звукового.
З 1933 по 1937 року пішла з екранів через народження та догляд за дитиною. Повернулася до роботи лише в 1960 році, але пропонували їй лише епізодичні ролі, іноді навіть без згадки в титрах. Останнім фільмом Бронсон став телевізійний байопік «Івел Кнівел», що вийшов на екрани за кілька місяців до смерті акторки.

## Вибрана фільмографія
- 1924 — Пітер Пен / Peter Pan — Пітер Пен
- 1925 — Поцілунок для Попелюшки / A Kiss for Cinderella — Попелюшка (Джейн)
- 1925 — Бен-Гур: історія Христа — Марія, мати Ісуса Христа
- 1926 — Рай / Paradise — Кріссі
- 1929 — Закриті двері / The Locked Door — Гелен Рейган